# Ortalis columbiana
Il ciacialaca colombiano (Ortalis columbiana Hellmayr, 1906) è un uccello galliforme della famiglia dei Cracidi, endemico delle foreste e dei boschi delle valli interandine della Colombia.

## Descrizione
Ortalis columbiana è una specie tipica del suo genere: è un grande uccello paffuto, con un collo lungo e sottile, una testa piccola, gambe lunghe e robuste e una lunga coda.
Gli adulti di questa specie hanno una lunghezza di 50-60 cm. La lunghezza media delle ali è di 22,5 cm per i maschi e 19,6 cm per le femmine; la lunghezza media della coda è rispettivamente di 25 e 24 cm. I tarsi misurano in media 6 cm (maschi) e 5,8 cm (femmine). I maschi sono di norma più pesanti delle femmine: il peso medio registrato è di 600 g e 500 g rispettivamente.
Il piumaggio è simile in entrambi i sessi. Le parti superiori sono per lo più marroni, con sfumature grigio-marroni sulle primarie e sulle secondarie. Le penne esterne della coda sono marroni rossicce. La testa e il collo sono grigi, con una giogaia rossa sul collo. Le penne del petto sono grigie con prominenti smerlature bianche, una caratteristica distintiva rispetto al ciacialaca marezzato Ortalis guttata, di aspetto simile. Il ventre è marroncino con sfumature rossicce sulle cosce e sui fianchi, e le copritrici inferiori della coda sono anch'esse rossicce. Le zampe e i piedi sono rosati. Il becco è grigio scuro alla base e sfuma in bianco sulla punta. L'iride è marrone scuro e un'area di pelle nuda grigia circonda l'occhio.

## Biologia
I ciacialaca colombiani sono arboricoli, in quanto trascorrono la maggior parte del loro tempo nelle foreste dove in genere si nutrono dal livello medio alla canopia. Preferiscono alberi con buone scorte di cibo, principalmente specie di Ficus o Cecropia. Sono volatori capaci, ma di solito non intraprendono lunghi voli. Sono uccelli sociali, che vivono in gruppi anche di 20 individui. Talvolta sono rumorosi, ed emettono un richiamo molto caratteristico (chac-a-lac) che dà loro il nome.
Alimentazione
I ciacialaca colombiani e i Cracidi in generale sono molto frugivori. I grandi frugivori svolgono un ruolo chiave nel mantenere la diversità delle foreste tropicali, disperdendo semi di grandi dimensioni: se non sono presenti in un'area, questa sarà dominata da specie a crescita rapida con frutti e semi più piccoli.
Questa specie si nutre tipicamente in coppia o in piccoli gruppi. Nella valle del Cauca si è scoperto che la loro dieta comprendeva 26 specie di piante, tra cui frutti (77,2%), foglie (16,2%) e fiori (3,6%). Occasionalmente mangiavano anche terra, foglie morte e pietre (3%). È stato dimostrato che molti dei semi defecati dai ciacialaca colombiani germinano a una velocità maggiore rispetto a quelli estratti direttamente dalla frutta.
Riproduzione
Poco si sa delle abitudini riproduttive di questa specie. Si presume che i ciacialaca colombiani siano monogami e che possibilmente mantengano territori definiti durante il periodo di riproduzione. Nella valle del Magdalena sono stati osservati una femmina con una placca incubatrice gonfia, un maschio con testicoli estesi e un giovane uccello semi-cresciuto nel mese di febbraio, indicando il periodo della stagione riproduttiva in quella zona.

## Distribuzione e habitat
Il ciacialaca colombiano è endemico delle valli del Cauca e del Magdalena. Un tempo era una specie abbastanza diffusa, ma dopo molti anni di pressione venatoria e perdita di habitat è stata estirpata da molte zone. La sua distribuzione attuale è molto frammentata, con piccole popolazioni localizzate che rimangono nelle valli fluviali superiori: nella Magdalena dal dipartimento di Huila  a quello di Santander e nella valle del Cauca dal dipartimento di Cauca a quello di Antioquia.
Questo uccello è tipico della zona tropicale, ed è rinvenuto spesso ai margini delle foreste aride o umide secondarie mature. Può sopravvivere anche in habitat degradati (aree di macchia e boschetti) ed è relativamente tollerante nei confronti degli insediamenti umani in aree dove non è perseguitato.

## Tassonomia
La specie è stata formalmente descritta per la prima volta nel 1906 dall'ornitologo austriaco Carl Eduard Hellmayr . Egli basò le sue osservazioni su esemplari conservati al Museo di Stato Bavarese che erano stati ottenuti durante la spedizione di Johann Baptist von Spix del 1817-1820 in Sud America. Hellmayr notò differenze significative nel piumaggio di due esemplari che li separavano dal ciacialaca marezzato che von Spix aveva precedentemente descritto.
Tutte e quattro le autorità tassonomiche riconoscono il ciacialaca colombiano come specie distinta. È generalmente considerato monotipico, ma alcune autorità riconoscono due sottospecie: O. c. columbiana, la sottospecie nominale, originaria del bacino superiore del fiume Magdalena, e O. c. caucae, diffusa nella valle del fiume Cauca.